# Porzana atra
Porzana atra là một loài chim trong họ Rallidae.